# Franz Maximilian von Mansfeld
Graf Franz Maximilian von Mansfeld (* 22. November 1639 in Wien; † 12. September 1692) war Obersthofmeister der Kaiserin Margarita Theresa.

## Herkunft
Er entstammt dem österreichischen und katholischen Zweig der gräflichen Familie von Mansfeld.
Seine Eltern waren Graf Bruno III. von Mansfeld (* 13. September 1576; † 6. September 1644) und dessen zweite Ehefrau, die Gräfin Maria Magdalena von Thüringen. Sein Bruder Heinrich Franz (* 20. Dezember 1642; † 18. Juni 1715) stieg zum Feldmarschall auf und wurde erster Fürst von Fondi.

## Leben
Er war Besitzer der Herrschaften Dobrzisch, Neuhaus und Arnstein. Kaiser Leopold I. ernannte ihn zum Wirklichen Geheimen Rat und verlieh ihm den Orden vom Goldenen Vlies. 1667 kaufte er die Herrschaft Friedeburg und wurde 1668 Mitglied der fruchtbringenden Gesellschaft unter dem Namen der Vielgelobte.
Daneben soll er bei seinen Aufenthalten im Schloss Mansfeld mehrere Alabaster-Statuen mit nach Wien genommen haben.

## Familie
Mansfeld heiratete am 20. November 1663 Maria Elisabeth von Harrach († 9. Februar 1698), eine Tochter des Grafen und Obersthofmeisters Leonhard von Harrach (1594–1645). Das Paar hatte mehrere Kinder:
- Franz Joseph Wenzel (* 28. September 1666; † 28. Januar 1667)
- Sohn († 27. April 1668)
- Marie Margarethe Franziska (* 5. Juli 1669; † 8. November 1672)
- Franz Hoyer Wenzel (* 10. Juli 1670; † 1676)
- Heinrich Franz August (* 28. August 1672; † 1674)
- Carl Franz Adam Anton (* 2. November 1678; † 9. Juli 1717), 2. Fürst ⚭ 1703 Gräfin Maria Eleonora von Mansfeld-Vorderort (* 16. Oktober 1682; † 24. Mai 1747), Tochter von Heinrich Franz
- Maria Anna (* 18. März 1681; † 1691)